# Święciechowa (gmina)
Święciechowa est une gmina rurale du powiat de Leszno, Grande-Pologne, dans le centre-ouest de la Pologne. Son siège est le village de Święciechowa, qui se situe environ 5 km à l'ouest de Leszno et 68 km au sud-ouest de la capitale régionale Poznań.
La gmina couvre une superficie de 134,94 km2 pour une population de 7 466 habitants en 2011.

## Géographie

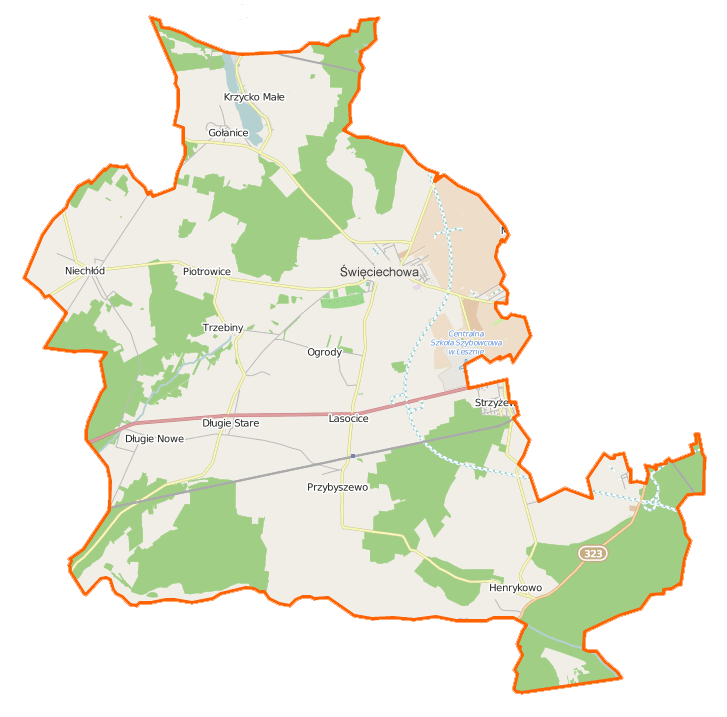
Plan de la gmina.

La gmina inclut les villages de:
- Długie Nowe
- Długie Stare
- Gołanice
- Henrykowo
- Krzycko Małe
- Lasocice
- Niechłód
- Piotrowice
- Przybyszewo
- Strzyżewice
- Święciechowa
- Trzebiny

### Gminy voisines
La gmina de Święciechowa est bordée des gminy de :
- Góra
- Leszno
- Lipno
- Rydzyna
- Włoszakowice
- Wschowa

## Structure du terrain
D'après les données de 2002, la superficie de la commune de Święciechowa est de 134,97 km2, répartis comme tel :
- terres agricoles : 61 %
- forêts : 32 %

La commune représente 16,77 % de la superficie du powiat.

## Démographie
Données du 30 juin 2004 :
| Description        | Total  | Total | Femmes | Femmes | Hommes | Hommes |
| ------------------ | ------ | ----- | ------ | ------ | ------ | ------ |
| Unité              | Nombre | %     | Nombre | %      | Nombre | %      |
| population         | 7 045  | 100   | 3 572  | 50,7   | 3 473  | 49,3   |
| Densité (hab./km²) | 52,2   | 52,2  | 26,5   | 26,5   | 25,7   | 25,7   |